# Gaetano Cosentino
Gaetano Cosentino (Lauria, 10 febbraio 1880 – Roma, 24 dicembre 1952) è stato un magistrato e politico italiano.